# Emérico Weisz
Imre Weisz  Schwarz (Budapest, 21 de octubre de 1911-Ciudad de México, 14 de enero de 2007), conocido como Chiki Weisz, fue un fotógrafo húngaro, asistente de Robert Capa, y esposo de la pintora surrealista Leonora Carrington. Chiki fue un sobreviviente del holocausto y escapó de un campo de concentración. 

## Biografía
Nació en Budapest en 1911 en el seno de una familia judía. Pocos años después perdió a su padre, Abraham Armin Weisz, en la Primera Guerra Mundial. Como talabartero de profesión cayó de un caballo infectándose con el estiércol y dejando huérfanos a cuatro hijos. Su madre, sin dinero, optó por mandar al pequeño de cuatro años a un orfanato.
En 1931 y tras salir del hospicio quiso estudiar ingeniería, pero fue rechazado por ser judío. Con Ernö Andrei Friedman, dos años menor y también judío, quien sería el más famoso fotógrafo de guerra del siglo XX con el seudónimo de Robert Capa, decidió abandonar Hungría, envuelta en odios antisemitas.
A pie y sin dinero, Capa y Chiki llegaron a Berlín poco antes de que Adolf Hitler llegara al poder en 1933. Ante la persecución a los judíos, se dirigieron, también caminando, a París, donde conocieron al fotógrafo David Seymour, que les consiguió trabajo en la revista Regards, para cubrir las movilizaciones del Frente Popular, trasladándose a España en 1936, recién estallada la Guerra Civil. Junto con Maurice Ochshorn, también fotógrafo, estuvieron en los principales frentes de combate.
Según su hijo, el poeta Gabriel Weisz, muchas de las fotos atribuidas a Capa fueron producto del trabajo conjunto de los tres amigos. Pero Weisz nunca quiso reclamar su autoría por agradecimiento a Capa, quien le ayudaría a huir a México.
En 1940, Emerico Weisz volvió a París, donde trabajó para Magnum, la agencia fundada por Capa. Vivió en el mismo edificio de Picasso.
Ante la persecución del régimen de Vichy a los refugiados de la guerra civil española, y ante el temor de que los negativos de las fotografías realizadas en España les fueran incautadas, Chiki Weisz salvó el material fotográfico de su amigo viajando hasta Marsella en bicicleta. Allí pudo entregar los negativos de 4.500 fotografías de Capa al General Mexicano Francisco Javier Aguilar González justo antes de ser detenido y enviado a un campo de concentración en Marruecos. Todo ello es relatado en el documental "La maleta mexicana", dirigido por Trisha Ziff.
Tras varios meses  en el campo de concentración, logró escapar para ocultarse en Marsella. Ahí se relacionó con refugiados pertenecientes al movimiento surrealista, como el poeta Benjamín Peret y la pintora Remedios Varo con los que realizaría la travesía a México. 
Capa consiguió un permiso a través del expresidente Lázaro Cárdenas para que Chiki viajara a México y le dio dinero. Se embarcó en el Serpa Pinto, llegando a Veracruz el 1 de octubre de 1942. "Llegó sin equipaje. Sólo traía consigo un cepillo de dientes, un abrigo y un documento falso que aseguraba que no era húngaro, porque México no tenía relaciones con ese país", según su hijo Pablo.
Con el apoyo de una organización judía pudo comenzar a trabajar para la firma de Senya Fleshin y Mollie Steimer, judíos rusos hermanados bajo el acrónimo Semo, fotografiando a los artistas del cine mexicano, los muralistas, escritores y políticos. 
En 1944, en una reunión en casa de José y Kati Horna, Chiki conoció a Leonora Carrington, que vivía con Remedios y Peret en la calle Gabino Barreda.
Al grupo de refugiados, que se reunía en la Colonia Roma junto con los surrealistas, se unieron republicanos españoles como Gerardo Lizarraga, pintores como Gunther Gerzso, fotógrafos como Maurice Ochshorn, y la misma Kati Horna, a quien Chiki conocía desde Hungría.
En México, Chiki se casó, fue fotógrafo de prensa, tuvo a sus hijos y decidió nunca más salir, siendo para él México su auténtico refugio. Trabajó en la revista ¡Hola!, en el Núcleo Radio Mil, en la XEW, la compañía Herdez y con Emilio Azcárraga Vidaurreta. Instaló su cuarto oscuro en su propia casa de la calle de Chihuahua y ahí fue atesorando en silencio sus recuerdos, que incluían fotografías con Cantinflas y María Félix.
En los ochenta, su vista se deterioró y se quedó sin trabajo. Sus últimos años los pasó en silencio, frente al televisor. No hablaba ni siquiera con Leonora. Fue enterrado en el Panteón Israelita, rodeado sólo de contados amigos, de Leonora Carrington y sus hijos.